# レット・ミー・イン
『レット・ミー・イン』（Let Me In）は、アメリカ合衆国のブルース・ミュージシャン、ジョニー・ウィンターが1991年に発表したスタジオ・アルバム。ヴァージン・レコード傘下のブルース・レーベル、、{ポイントブランクへの移籍第1弾アルバムとして発表された。

## 背景
アリゲーター・レコード時代のアルバムで共同プロデューサーを務めていたディック・シャーマンが再び起用された。また、アルバム『サード・ディグリー』（1986年）にも参加していたドクター・ジョンがゲスト参加。「ユー・ライ・トゥー・マッチ」はドクター・ジョンの曲で、1983年にドクター・ジョンとクリス・バーバーが共演した際のライヴ音源がアルバム『On a Mardi Gras Day』（1990年）に収録されており、また、ドクター・ジョンのスタジオ・アルバム『テレヴィジョン』（1994年）には「U Lie 2 Much」というタイトルで収録された。

## 反響・評価
本作はBillboard 200入りを逃すが、収録曲「イラストレイテッド・マン」は『ビルボード』のメインストリーム・ロック・チャートで36位に達した。グラミー賞では最優秀コンテンポラリー・ブルース・アルバム賞にノミネートされた。
音楽評論家のThom Owensはオールミュージックにおいて「ブルースの楽曲で固められているが、ウィンターはロックン・ロールのルーツから離れておらず、彼のパフォーマンスにおける大きな音量と叩き付けるようなエナジーが、そのことを証明している」と評している。

## 収録曲
1. イラストレイテッド・マン - "Illustrated Man" (Fred James, Mary-Ann Brandon) - 3:39
2. ベアフッティン - "Barefootin’" (Robert Parker) - 4:03
3. ライフ・イズ・ハード - "Life Is Hard" (F. James) - 6:19
4. ヘイ・ユー - "Hey You" (Mike Himelstein) - 2:43
5. ブルー・ムード - "Blue Mood" (Jessie Mae Robinson) - 3:05
6. シュガリー - "Sugaree" (Marty Robbins) - 2:56
7. メディシン・マン - "Medicine Man" (Fisher, Douglas) - 4:28
8. ユーアー・ハンバッギン・ミー - "You're Humbuggin' Me" (Morgan, Miller) - 2:43
9. イフ・ユー・ゴット・ア・グッド・ウーマン - "If You Got a Good Woman" (Johnny Winter) - 4:23
10. ゴット・トゥ・ファインド・マイ・ベイビー - "Got to Find My Baby" (John Heartsman) - 2:43
11. シェイム・シェイム・シェイム - "Shame, Shame, Shame" (Jimmy Reed) - 4:20
12. レット・ミー・イン - "Let Me In" (J. Winter) - 4:13
13. ユー・ライ・トゥー・マッチ - "You Lie Too Much" (Mac Rebennack) - 4:08（LP未収録）

## 参加ミュージシャン
- ジョニー・ウィンター - ボーカル、エレクトリックギター、アコースティック・ギター
- ジェフ・ガンツ - エレクトリックベース、アップライトベース
- トム・コンプトン - ドラムス
- ドクター・ジョン - ピアノ(#2, #3, #6, #13)
- ケン・セイダック - ピアノ(#9)
- ビリー・ブランチ - ハーモニカ(#4, #9, #11)
- The WhoMe's' - バッキング・ボーカル(#4)